# 大瀧浩史
大瀧 浩史（おおたき ひろし、1966年〈昭和41年〉 - 2017年〈平成29年〉）は、日本のスケートボーダー、デザイナー。OTACO、大瀧 ひろし（おおたき ひろし）とも表記される。姓の「瀧」は「滝」の旧字体のため、大滝 浩史（おおたき ひろし）、大滝 ひろし（おおたき ひろし）と表記されることもある。
T19主宰などを歴任した。

## 概要
東京都出身のスケートボーダーである。1980年代はプロとして活動していたが、やがてスケートボードチーム「T19」を創設し、その主宰として若きスケートボーダーたちの兄貴分として活動した。スケートボードカルチャーを積極的に発信し続け、東京都におけるスケートボードシーンやバイシクルシーンを牽引してきたと評されるなど、多くのスケートボーダーに影響を与えた。

## 来歴

### 生い立ち
1966年（昭和41年）に生まれ、東京都にて育った。幼い頃よりものづくりが好きで、三野タツヤとともにスケートボードを切ったり、Tシャツやスケートボードに絵を描いたり、といった活動を楽しんでいた。やがて、そのスケートボードに乗って大会に出場するようになった。当時はショップごとにスケートボードチームが構成されており、大瀧や三野は原宿のムラサキに属していたという。

### スケートボーダーとして
1980年代になるとプロのスケートボーダーとして活躍する。1984年（昭和59年）頃、スケートボードチーム「TOKYO SKATES」を結成する。三野タツヤ、中村晋一郎、藤原ヒロシ、といった面々とスケートボーディングに汗を流した。
また、1980年代後半にアメリカ合衆国に渡り、カリフォルニア州ロサンゼルス市のヴェニスにあった「Dogtown」の工場でシルクスクリーンの技法を学んだ。当時のヴェニスはスケートボーディングをはじめとするカルチャーが盛んな地であり、その一角は「ドッグタウン」と通称されていた。「Dogtown」はそれに因んで命名されたブランドであり、スケートボーダーとしても知られるジム・ミューアによって創設された。
ところが日本に帰国すると目的を見失い、3年ほど何もせずに過ごした。全日本スケートボード協会で役員を務めていた秋山勝利に誘われ、1990年（平成2年）から1991年（平成3年）頃より秋山が営む「Be'-In-Works」に勤務するようになる。「Be'-In-Works」ブランドでスケートボードを販売することになり、大瀧も輸入したシェイプにプリントするなど作業に勤しんだ。
また、秋山に連れられ全日本スケートボード協会の大会の運営も手伝うようになり、そこで尾澤彰の存在を意識する。そこで、尾澤や根本正典が管理人を務めるスケートボードパーク「Ame's」を三野タツヤと二人で訪ね、尾澤に「ちょっといい？　うちの乗んねぇか？」と勧誘する。尾澤が根本を指して「こいつも一緒だったら乗るっす」と返答したことから、尾澤と根本も「Be'-In Works」に入ることになった。その後、大瀧がスケートボードチーム「T19」を創設することになり、尾澤や根本もその結成に参画した。T19においては大瀧は主宰であると同時に、ネゴシエーターでもあった。T19に所属しているスケートボーダーらを支え、彼らの活躍の場を日本国外にも広げようと精力的に活動した。当時の大瀧について、尾澤は「オレらが知らないうちにやってくれてたことがたくさんあったと思う」としている。
2017年（平成29年）10月11日に心不全により死去し、同年10月20日に代々幡斎場で葬儀が営まれた。

## 人物

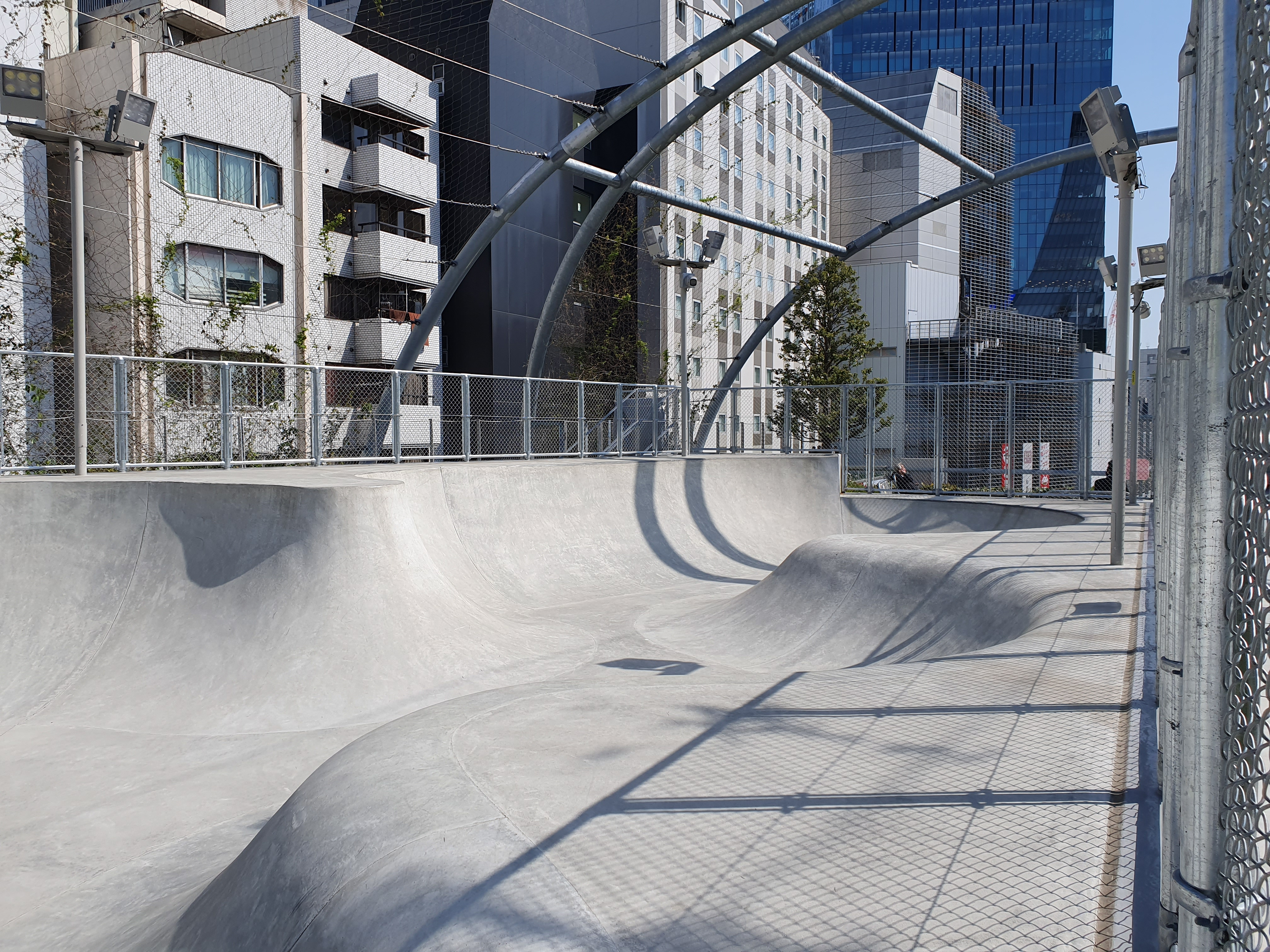
渋谷区立宮下公園のスケートパーク（2021年4月7日撮影）

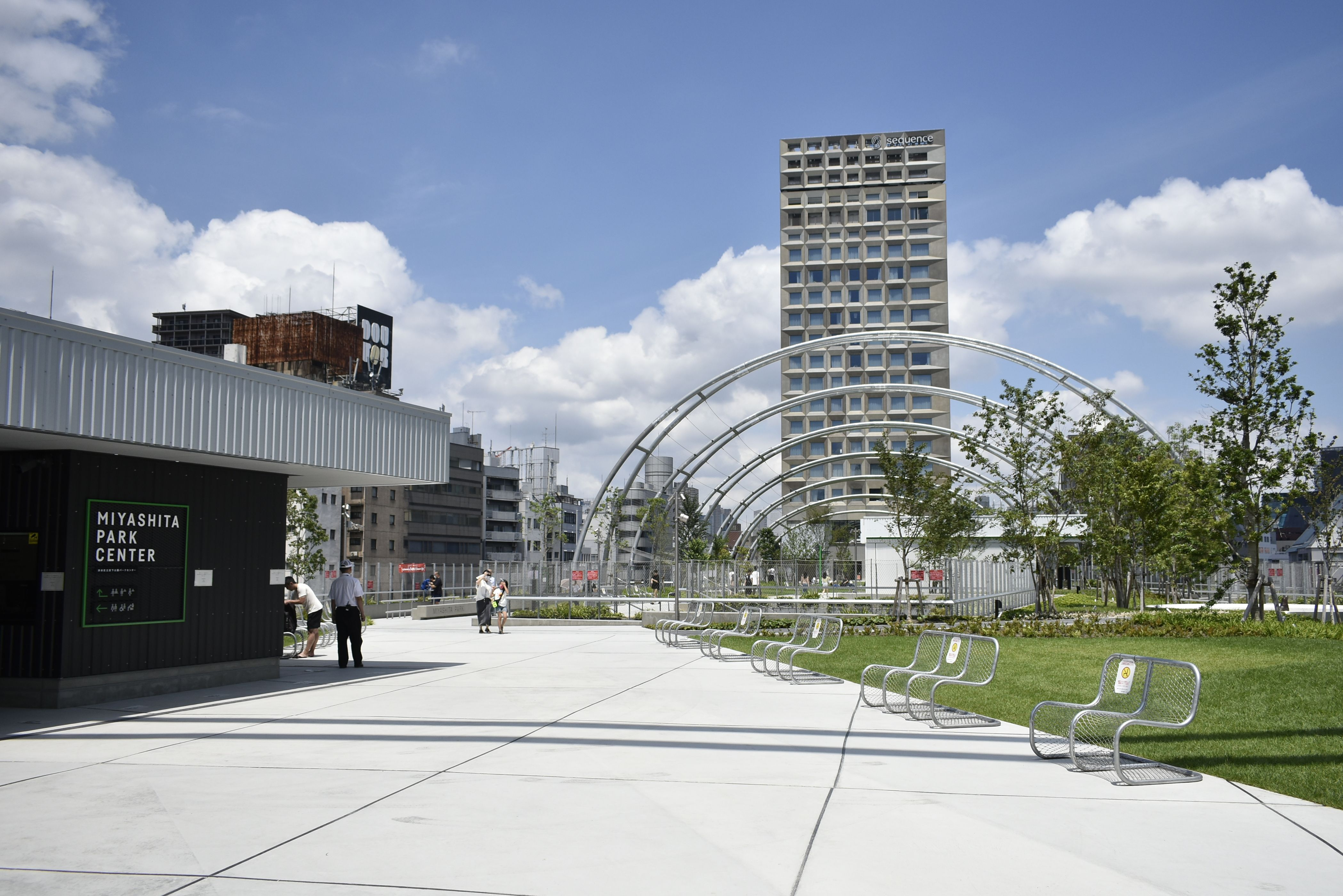
MIYASHITA PARKの屋上に設置された渋谷区立宮下公園（2020年8月2日撮影）

渋谷区立宮下公園
渋谷区立宮下公園へのスケートパーク開設に尽力したことでも知られている。この公園はもともと地上に設置されていたが、2010年代に入ってMIYASHITA PARKの屋上に移設される計画が持ち上がった。ところが、当時はストリートでのスケートボーダーに対する苦情が寄せられていたため、当初の案では新公園にスケートパークを設ける計画はなかったとされる。しかし、大瀧はスケートパーク開設に向けて署名活動を行うとともに、夜な夜なストリートに足を運びスケートボーダーに対する注意啓蒙活動を展開した。その結果、MIYASHITA PARKの屋上の新公園にはスケートパークが設けられることとなった。なお、新しい渋谷区立宮下公園の完成を見ることなく、大瀧は2017年（平成29年）に死去している。
T19
T19のメンバーについては「T19のライダーになるっていうことは『友達になったな』ってことだと思ってる」と語っていた。また「ビジネスっぽくなりたくない」とも述べており「T19をブランドとしてって考えるとライフタイムでサポートしたいって考えるしね」と語っている。インタビューにおいて「アキラにとってT19というのは？」と質問された尾澤彰が言い淀んだ際に、大瀧はすかさず「ライフスタイルだよね」と回答している。
影響
影響を与えたスケートボーダーとしては、T19のメンバーだった尾澤彰や、堀米雄斗を育てた早川大輔らが挙げられる。尾澤は影響を受けたスケートボーダーとして早坂昌記、二瓶長克、三野タツヤ、マーク・ゴンザレスと並んで、大瀧の名を挙げている。早川は大瀧に憧れていたと述べており、堀米を日本国外で積極的に活動させた理由について「大瀧さんの活動を見たり知ったりしなければ、若いときにアメリカに連れていってアメリカで活躍できる目線にかえてやろう、大会に出してやろうと思わなかったと思います」と語っている。

## 主要な戦績

### 国内大会
- 1985年4月 - YOYOGI CLASSIC '85ジャイアントスラローム4位[2]
- 1985年8月 - KIYOSE FINALアマチュアバート／ボウル4位[10]
- 1987年8月 - 第1回西武ラジカルストリートオープンストリート3位[11]

### 註釈
1. ↑  スケートボーディング業界においては、スケートボーディングの選手を「ライダー」と呼称することも多い。しかし、一般の読者が他の競技と混同しかねないため、当記事においてはわかりやすさを優先し、引用部を除き記事本文では「スケートボーダー」と表記した。

## 関連人物
- 江川芳文
- 尾澤彰
- SKATE THING
- 藤原ヒロシ

## 関連文献
- 『LIFE SUCKS――INTERVIEWS with 23 LEGENDS――最低って言えるほど最高な人生を送るレジェンドたちの証言。』トランスワールドジャパン、2013年。ISBN 978-4-86256-128-2
- 『ZINE入門――HOW TO MAKE "ZINE"――紙で作る、自分発信の一冊。』枻出版社、2015年。ISBN 978-4-7779-3696-0